# 音度
音度（おんど、英: degree）とは、西洋音楽において、全音階上の各音に、主音との音程に従って、番号を振ったもののことである。
1. 主音（英: tonic）をi度音と呼ぶ。階名は長調ではド、短調ではラまたはドである。
2. 主音の2度上の音をii度音と呼ぶ。上主音（英: supertonic）とも呼ぶ。長調ではレ、短調ではシまたはレである。
3. 主音の3度上の音をiii度音と呼ぶ。中音（英: mediant）とも呼ぶ。長調ではミ、短調ではドまたはミである。
4. 主音の4度上の音をiv度音と呼ぶ。下属音（英: subdominant）ともいう。長調ではファ、短調ではレまたはファである。
5. 主音の5度上の音をv度音と呼ぶ。属音（英: dominant）ともいう。長調ではソ、短調ではミまたはソである。
6. 主音の6度上の音をvi度音と呼ぶ。下中音（英: submediant）ともいう。長調ではラ、短調ではファまたはラである。
7. 主音の7度上の音をvii度音と呼ぶ。導音（英: leading note）または下主音（英: subtonic）ともいう。長調ではシ、短調ではソまたはシである。

これらの数字は、和音を呼ぶのによく使われる。すなわち、i度音を根音とする和音をI度の和音と呼び、v度音を根音とする和音をV度の和音と呼ぶなどである。なお、これらのローマ数字による和音の表記を和音記号と呼ぶ。
ポピュラー音楽理論においては、主音との半音関係をも織り込んで呼ぶことがある。すなわち、主音の長3度上の音であるならば major 3rd（英語の長3度に当たる）と呼び、短3度上の音であるならば minor 3rd（英語の短3度に当たる）と呼ぶなどである。